# Pen-Pineapple-Apple-Pen

Pen-Pineapple-Apple-Pen 뮤직비디오의 스크린샷

《Pen-Pineapple-Apple-Pen》(펜-파인애플-애플-펜, ペンパイナッポーアッポーペン 펜 파이낫포 앗포 펜[*])은 일본 코미디언이자 DJ인 고사카 다이마오가 분장한 ‘수수께끼의 지바현 출신 싱어송라이터’인 피코 타로(일본어: ピコ太郎)가 2016년 8월 25일에 공개한 영상 작품 · 노래이다. 줄여서 PPAP(피피에이피, ピーピーエーピー 피피에피[*])라고 불린다. 상당히 중독성 있는 노래로 젊은층이 많이 본 유튜브 동영상 중에 하나이다.

## 개요
‘pen’과 ‘apple’, ‘pineapple’의 세 개의 영어로 구성된 가사와 중독성이 높은 독특한 리듬이 특징인 이 작품은 저스틴 비버가 ‘관심있는 동영상’(favorite video)으로 트위터에서 소개한 것으로 인해, 일본 국내 뿐만 아니라 BBC, CNN 등, 해외 미디어에서도 소개되었다. BBC는 ‘이어웜이 인터넷을 석권’, CNN은 ‘새로운 강남스타일’이라는 타이틀로 각각 보도하였다.
유튜브에 공개된 영상 ‘PPAP(Pen-Pineapple-Apple-Pen Official)’의 재생횟수는 2016년 10월 4일 시점에서 1900만을 넘었다. 10월 5일에는 5000만회에 달성하였다고 보도되었다. 10월 7일에는 배포처 레코드 회사의 말로 전세계의 사이트를 정리하면 2억회를 돌파하였다고 보도되었다. 10월 8일에 방송된 SNL 코리아 시즌 8의 ‘더빙극장’ 코너에서는 배우이자 개그맨인 권혁수가 패러디하기도 하며, 트와이스의 멤버 쯔위와 채영, 에프엑스의 빅토리아 등 연예인들도 패러디를 하는 등 대한민국 내에서도 PPAP 열풍이 불고 있다.
2016년 10월 7일, 본 작품을 포함한 총 4곡이 세계 134개국에서 동시 발매됨으로써 세계 데뷔를 하게 되었다.
2016년 10월 18일, 빌보드 Hot 100차트 77위에 올랐고 빌보드 역사상 100위권에 오른 곡 중에서 가장 짧은 곡으로 기네스 세계기록에 올랐다.
2016년 10월 25일에는 코나미의 아케이드 게임인 유비트 큐벨에 수록되었다. 45초 버전 그대로 수록되어 시리즈 역대 수록곡 중 가장 짧은 곡이 되었다.
곡의 내용전개를 보면 스티브잡스가 아이폰 프리젠테이션 하는 모습을 연상하게 한다.
2016년 12월 20일에는 태고의 달인에도 수록되었으며 국내 정발 아시아판에선 2017년 4월 5일 업데이트로 추가되었다.

## 발매
| 국가     | 발매일          | 포맷            | 레이블          | 발매사          | 비고      |
| -------- | --------------- | --------------- | --------------- | --------------- | --------- |
| 일본     | 2016년 10월 7일 | 디지털 다운로드 | 에이벡스 트랙스 | 에이벡스 트랙스 |           |
| 세계     | 2016년 10월 7일 | 디지털 다운로드 | 에이벡스 트랙스 | 에이벡스 트랙스 |           |
| 대한민국 | 2016년 10월 7일 | 디지털 다운로드 | SM 엔터테인먼트 | KT 뮤직         |           |
| 일본     | 2016년 11월 4일 | 디지털 다운로드 | 에이벡스 트랙스 | 에이벡스 트랙스 | Long Ver. |
| 세계     | 2016년 11월 4일 | 디지털 다운로드 | 에이벡스 트랙스 | 에이벡스 트랙스 | Long Ver. |
| 대한민국 | 2016년 11월 4일 | 디지털 다운로드 | SM 엔터테인먼트 | KT 뮤직         | Long Ver. |

## 차트
| 차트 (2016년)                                       | 최고 순위 |
| --------------------------------------------------- | --------- |
| 일본(Billboard Japan Hot 100)                       | 2         |
| 일본(Billboard Japan Radio songs)                   | 99        |
| 캐나다(Canadian Hot 100)                            | 39        |
| 헝가리(Single Top 40)                               | 29        |
| 대한민국(가온 국외 디지털 차트 (주간))              | 22        |
| 미국(Billboard Hot 100)                             | 77        |
| 미국(Billboard Dance/Electronic Digital Song Sales) | 37        |

### 내용주
1. ↑  코사카는 피코 타로의 정체에 대해서 ‘나의 이치오시(최애)이며 발굴해서 프로듀스하고 있는[2]’ 존재라고 트윗하였다[3].

### 참조주
1. 1 2 3  “How a 'Pen-Pineapple-Apple-Pen' earworm took over the internet”. 《BBC 뉴스》 (영어) (영국방송협회). 2016년 9월 27일.
2. ↑  kosaka_daimaou의 트윗 (781341080419569664)
3. ↑  “ピコ太郎の「PPAP」が大人気！　『プロデューサー』古坂大魔王「すご、すぎる...これは...ヤバイ...」” [피코 타로의 ‘PPAP’가 대인기! ‘프로듀서’ 코사카 다이마오 ‘너무, 대박이야... 이건... 짱이야...’]. 《J-CAST TV 워치》 (일본어). J-CAST. 2016년 10월 2일.
4. 1 2 3  “ピコ太郎「PPAP」が世界的人気” [피코타로 ‘PPAP’가 세계적 인기]. 《아사히 신문 디지털 & ｗ》 (일본어). 아사히 신문 디지털. 2016년 9월 28일.
5. 1 2  PPAP（Pen-Pineapple-Apple-Pen Official）(PPAP)ペンパイナッポーアッポーペン／PIKOTARO(ピコ太郎) - 유튜브
6. 1 2 3  “Man sings about his pineapple pen, internet goes crazy”. 《CNN.com》 (영어) (CNN). 2016년 9월 27일.
7. ↑  justinbieber의 트윗 (780860684426895360)
8. 1 2 3  “『PPAP』世界134ヶ国同時配信　ピコ太郎「驚いております」” [‘PPAP’ 세계 134개국 동시 배포, 피코 타로 “놀랍다”] (일본어). 오리콘 스타일. 2016년 10월 5일.
9. ↑  “How a 'Pen-Pineapple-Apple-Pen' earworm took over the internet” [‘펜 파인애플 펜’이 인터넷을 석권한 이유]. 《BBC 뉴스》 (영어) (BBC). 2016년 10월 7일.
10. ↑  “ピコ太郎が古坂大魔王の番組にゲスト出演決定！　『PPAP』生披露” [피코 타로가 코사카 다이마오의 방송에 게스트 출연 결정! ‘PPAP’ 라이브 공개] (일본어). Techinsight Japan. 2016년 10월 4일.
11. ↑  “動画再生５千万超え「ピコ太郎」って誰？　芸人・古坂大魔王が“プロデュース”” [영상 재생 5천만 넘어 ‘피코 타로’는 누구? 코사카 다이마오가 프로뉴스] (일본어). ZAKZAK. 2016년 10월 5일.
12. ↑  홍세영 (2016년 10월 6일). “‘SNL8’ 측 “권혁수, ‘파인애플펜’ 패러디…시청자의견 수용””. 《스포츠동아》. 2016년 10월 16일에 확인함.
13. ↑  “트와이스 채영·쯔위가 부르는 ‘펜-파인애플-애플-펜’”. 《서울TV》. 서울 신문사. 2016년 10월 2일. 2016년 10월 7일에 확인함.
14. ↑  오세림 (2016년 10월 6일). “에프엑스 빅토리아, 'PPAP' 유행 동참 "펜 파인애플 애플 펜"”. 《비즈엔터》 (이투데이). 2016년 10월 7일에 확인함.
15. ↑  jubeat_staff의 트윗(790795103941996544)
16. ↑  “【ビルボード】星野源「恋」、2週連続JAPAN HOT100総合首位” [【빌보드】호시노 겐 ‘사랑’, 2주 연속 JAPAN HOT100 종합 선두권] (일본어). Billboard JAPAN. 2016년 10월 26일.
17. ↑  “Radio songs” (일본어). Billboard JAPAN. 2016년 10월 31일. 2016년 10월 28일에 원본 문서에서 보존된 문서. 2016년 11월 1일에 확인함.
18. ↑  “Canadian Music: Top 100 Songs Chart | Billboard (October 29, 2016)”. 《빌보드》 (영어). 2016년 10월 18일에 확인함.
19. ↑  MAHASZ, 2016년 10월 22일 확인.
20. ↑  “가온 차트”. 《가온 차트》. 2016년 10월 22일에 확인함.
21. ↑  “Pikotaro's "PPAP (Pen Pineapple Apple Pen)" Debuts On Billboard Hot 100” (영어). Headline Planet. 2016년 10월 18일에 확인함.
22. ↑  “Piko - Chart history”. 《빌보드》 (영어). 2016년 12월 31일에 원본 문서에서 보존된 문서. 2016년 10월 26일에 확인함.